# Żywotnik zachodni

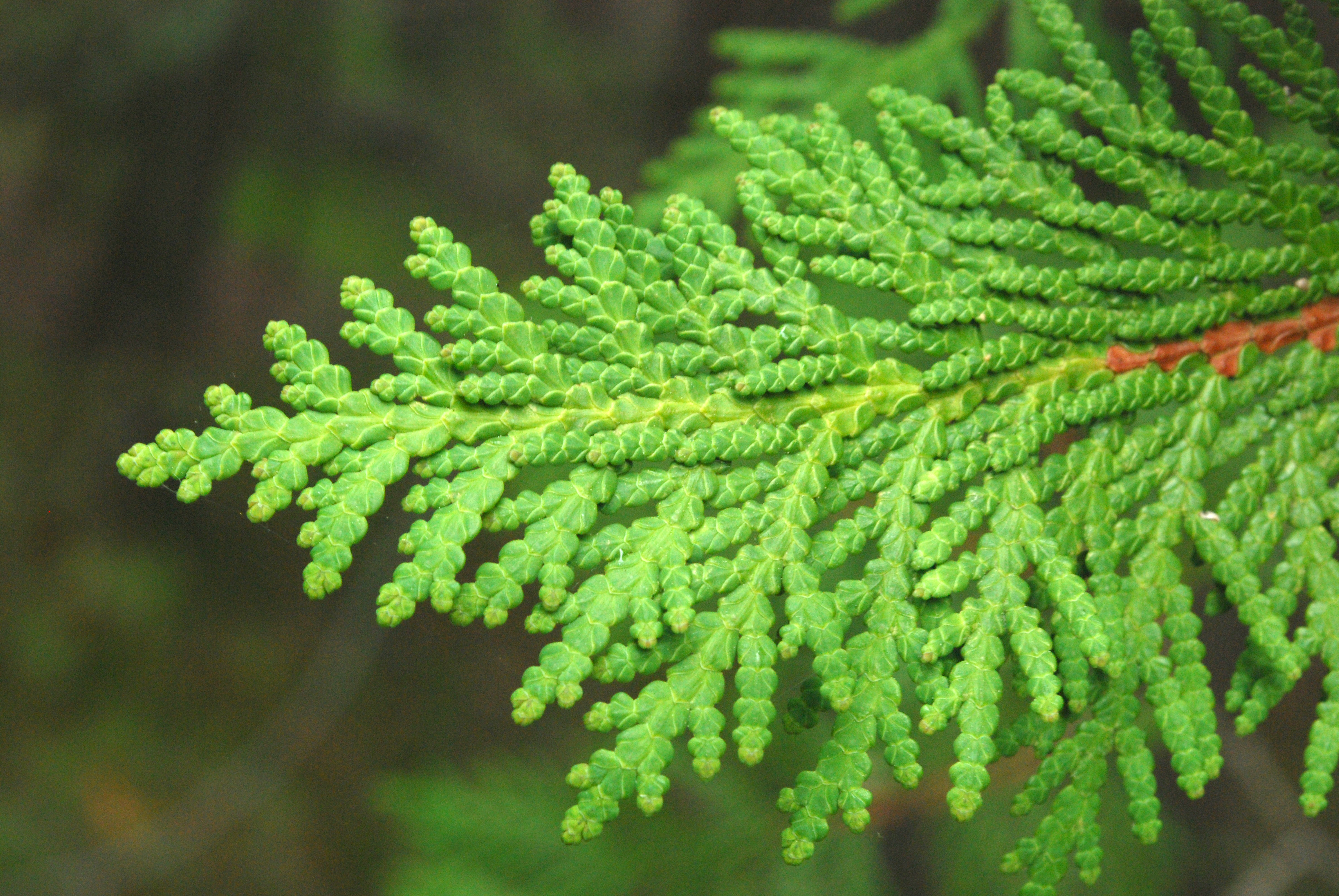
Gałązka

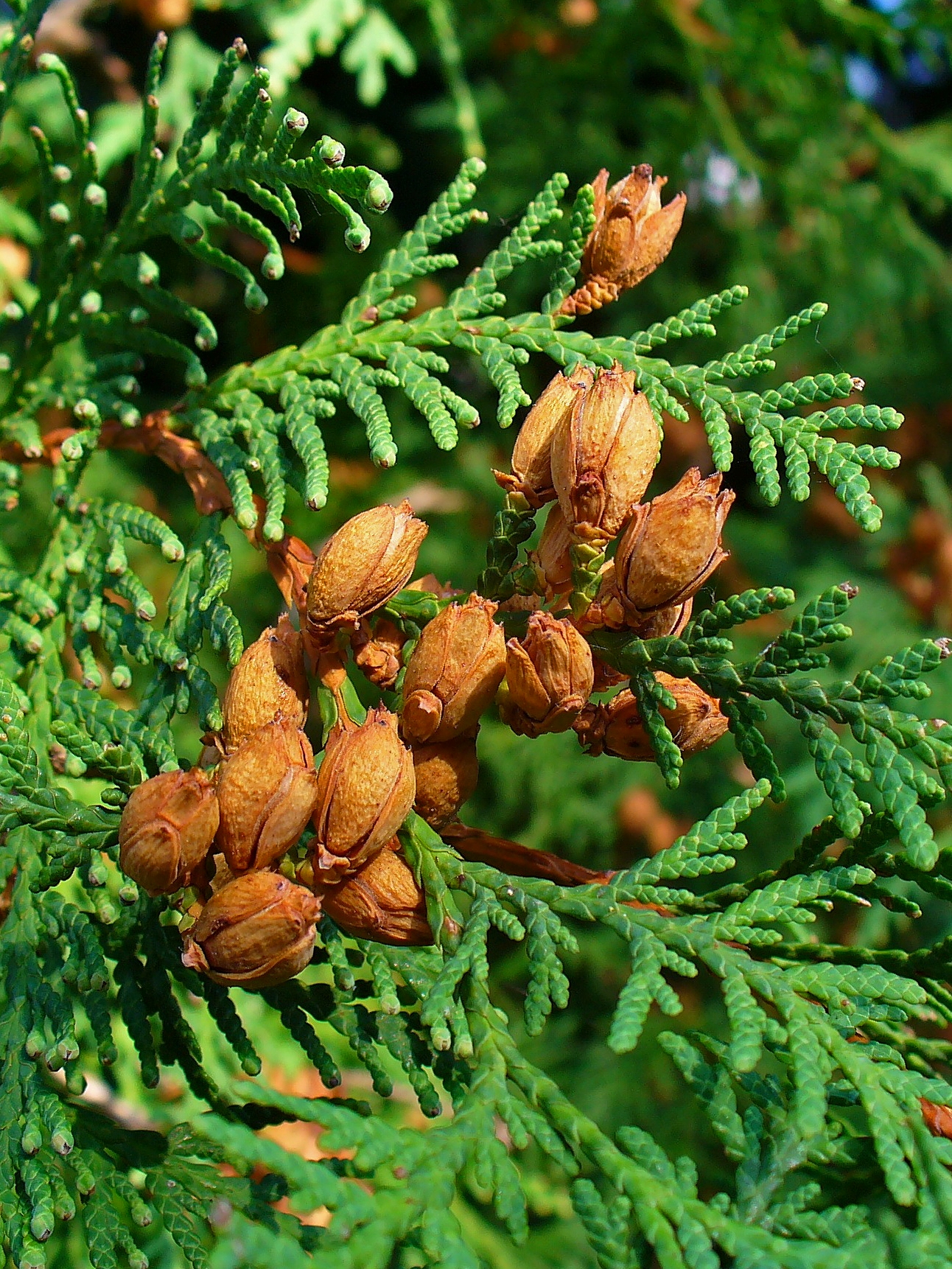
Nasiona

Żywotnik zachodni (Thuja occidentalis) – gatunek drzewa z rodziny cyprysowatych. Pochodzi ze wschodniej części Ameryki Północnej – południowej Kanady i północnych rejonów USA. Popularnie sadzony jako drzewo ozdobne w Europie, dokąd wprowadzony został w latach 30. XVI wieku. W Polsce gatunek uprawiany, lokalnie uważany za zadomowiony (kenofit). Żywotnik zachodni jest stosowany w homeopatii oraz w fitoterapii. Wyciąg wchodzi w skład złożonego leku ziołowego do stosowania doustnego w leczeniu  przeziębienia, ostrych i przewlekłych infekcji górnych dróg oddechowych oraz pomocniczo wraz z antybiotykiem w leczeniu zakażeń  bakteryjnych. Olejek eteryczny, którego głównym składnikiem jest tujon, wchodzi w skład preparatów złożonych do stosowania zewnętrznego w przypadku brodawek na rękach i stopach. Gatunek jest trujący dla człowieka i koni.

## Morfologia
PokrójPoczątkowo korona wąskostożkowata lub kolumnowa, z czasem cylindryczna.
PieńOsiąga wysokość do 20 m (w Polsce dorasta do 15 m), średnica pnia do 0,4 m (wyjątkowo osiąga wysokość 30 m i średnicę pnia 1,6 m). Początkowo rośnie szybko, po 15-20 latach tempo wzrostu maleje. Kora ciemnobrązowa, łuszcząca się wąskimi pasemkami. Silnie spłaszczone, jasnozielone gałązki w zimie przybierają brunatny odcień.
LiścieŁuskowate, zimozielone igły, na końcach zaostrzone, odstające, rozmieszczone rzadko, długości 3-4(5) mm, na gałązkach silnie przylegające, długości około 2,5 mm. Łuski rosnące na dolnej i górnej płaszczyźnie gałązki opatrzone wypukłym gruczołkiem żywicznym, boczne krótsze i bez gruczołków.
SzyszkiWąskojajowate, początkowo żółtozielone, dojrzałe jasnobrązowe, długości 8–12 mm, złożone z 8-10 łusek zbliżonej długości. Wyrastają na krótkich rozgałęzieniach.

## Biologia

### Anatomia
DrewnoLekkie, miękkie, o jasnym, żółtawym zabarwieniu. Pozbawione jest żywicy a jednak pozostaje wyjątkowo trwałe i odporne na gnicie (znacznie trwalsze niż drewno dębowe).

### Rozwój
Gatunek wolno rosnący. Żyje z reguły do ok. 400 lat. Osobniki rosnące na trudno dostępnych stanowiskach, nienarażone na zgryzanie przez zwierzynę płową i niezagrożone pożarami, osiągają wiek 1000 i więcej lat. Są więc najstarszymi drzewami wschodniej części Ameryki Północnej. Najwięcej takich wiekowych drzew stwierdzono na skałach Kuesty Niagary (w tym na wyspie Flowerpot) w kanadyjskiej prowincji Ontario. Tam też w 2004 r. znaleziono żyjący okaz, który wykiełkował w roku 688 (liczył więc sobie 1316 lat – był wówczas najstarszym drzewem prowincji Ontario). Tam również znaleziono martwe osobniki tego gatunku, których wiek obliczono na 1567, 1653, a nawet 1890 lat.

### Fitochemia
Świeża roślina zawiera 0,4%–1% olejku eterycznego, cukry redukujące, polisacharydy, rozpuszczalne w wodzie minerały, kwas taninowy oraz taniny. Głównymi składnikami olejku eterycznego otrzymanego ze świeżych liści są: tujon (65%), izotujon, fenchon oraz inne monoterpeny (alfa-pinen, myricen, alfa-terpinen, limonen, gamma-terpinen, terpinolen, sabinen) i glikoproteiny o wysokiej masie cząsteczkowej. Do innych zidentyfikowanych związków chemicznych należą: kamfen, borneol, lignany, flawonoidy (kwercetyna, mirycetyna). Zawartość olejku eterycznego w suchej roślinie Herba Thujae occidentalis wynosi  od 1,4 do 4%. Olejek eteryczny pozyskuje się z liści, gałązek i kory okazów przynajmniej 15-letnich przez destylację z parą wodną. Olejek ma gorzki, balsamiczny zapach. Jest wykorzystywany w medycynie oraz w przemyśle perfumeryjnym.
Działanie toksyczne
Trująca jest cała roślina, przy czym za działanie ogólnotoksyczne i drażniące odpowiada tujon. Żywotnik jest toksyczny dla człowieka (do zatruć dochodzi niemal wyłącznie z powodu spożywania wywarów z tui i używania ich do przepłukiwań pochwy w celu wywołania poronienia) i koni (w przypadku zjadania pędów żywotnika). Tujon ma charakter hydrofobowy i szybko wchłania się z przewodu pokarmowego i wykazuje powinowactwo do lipidów, zwłaszcza tkanki nerwowej. Przy długotrwałym spożywaniu małych dawek są one kumulowane prowadząc do zmian zwyrodnieniowych w tkance nerwowej (uszkodzenia tkanki mózgowia powodują zmiany osobowości) oraz w narządach miąższowych. Działanie pobudzające ośrodkowy układ nerwowy skutkuje skutkować może drgawkami. Przy zatruciach śmiertelnych dochodzi do śpiączki, drgawek i bezpośrednią przyczyną zgonu są ciężkie uszkodzenia organów miąższowych i ośrodkowego układu nerwowego.
Główne objawy zatrucia po spożyciu świeżej rośliny są z reguły łagodne i obejmują:
- wymioty
- ból brzucha
- biegunkę

W przypadku przedawkowania preparatów doustnych zawierających wyciąg z żywotnika zachodniego objawy są poważniejsze i obejmują dodatkowo:
- podrażnienie błony śluzowej żołądka i jelit
- ból głowy
- nerwowe pobudzenie
- drgawki
- uszkodzenie wątroby i nerek prowadzące do zaburzeń metabolicznych fatalnych w skutkach
- arytmię
- krwawienie mięśnia sercowego
- mocne i długotrwałe skurcze, w tym maciczne
- śmiertelny bezdech, gdy duża ilość tujonu dostanie się do układu krwionośnego

W medycynie ludowej wyciąg z żywotnika zachodniego był stosowany jako środek wywołujący aborcję. Badania nie potwierdziły działania aborcyjnego żywotnika, ani innych roślin zawierających tujon. Odwary z żywotnika były tradycyjnie stosowane w tym celu (najprawdopodobniej razem z jałowcem sabińskim), często prowadząc do zgonu kobiety, gdyż mocne i długotrwałe skurcze macicy występują, dopiero gdy dojdzie do śmiertelnego zatrucia.

## Ekologia
Biotop, wymaganiaGatunek rośnie na terenach nizinnych, w dolinach rzek, zwykle na wysokościach od 150 do 600 m n.p.m. Preferuje podmokłe gleby wapienne, najlepiej rośnie w klimacie chłodnym i wilgotnym. Tworzy lasy jednogatunkowe lub mieszane razem z jodłą balsamiczną, świerkiem czarnym, świerkiem czerwonym, modrzewiem amerykańskim, choiną kanadyjską, sosną wejmutką, brzozą żółtą i in. Wytrzymały na niskie temperatury i odporny nawet na duże zanieczyszczenia powietrza. Rośnie w miejscach nasłonecznionych, jak i w cieniu. Dobrze znosi przycinanie.

## Zastosowanie

### Roślina użytkowa
Drewno odporne na gnicie i termity jest używane głównie do wyrobów mających kontakt z wodą i glebą. 
Wykonuje się z niego belki, słupy, krawędziaki, deski i gonty do krycia dachów. Mniejsze ilości są używane na boazerie, deski szalunkowe i drobne wyroby drewniane. Stosowane jest do budowy drewnianych domków, altan, wiat, ogrodzeń i pomostów. Dawniej wykonywano z niego powszechnie wyroby bednarskie (beczki, drewniane wiadra, cebry, balie i maselnice) a także szkielety canoe. Obecnie stosowane jest do produkcji płyt wiórowych.

### Roślina ozdobna
Gatunek jest chętnie sadzony w parkach miejskich i jako element zieleni osiedlowej. Szczególnie cenione są liczne odmiany, także ze względu na odporność na zanieczyszczenia powietrza oraz wytrzymałość na mrozy. Dobrze znosi przycinanie i może być stosowany do formowania zimozielonych żywopłotów. Najpopularniejsze odmiany ozdobne najczęściej zostały wyhodowane w ciągu ostatnich kilkudziesięciu lat w szkółkach hodowlanych.
Odmiany uprawne
Pokrój kulisty:
- 'Globosa'
- 'Golden Globe'
- 'Danica'

Pokrój kolumnowy:
- 'Smaragd'
- 'Brabant'
- 'Yellow Ribbon'
- 'Holmstrupii'

Inne:
- 'Sunkist'
- 'Rheingold'

### Roślina lecznicza
Żywotnik zachodni stosowany jest w fitoterapii oraz homeopatii u ludzi i zwierząt.
- Olejek eteryczny – wchodzi w skład preparatów do stosowania zewnętrznego w leczeniu brodawek na stopach i rękach[16], które muszą być stosowane ostrożnie, gdyż mogą  wywoływać podrażnienia skóry. Preparaty zewnętrzne z olejkiem z żywotnika nie powinny być stosowane przez kobiety w ciąży. Nie wolno ich też podawać doustnie, gdyż są trujące.
- Wyciąg – wchodzi w skład złożonego leku ziołowego (Esberitox) do stosowania doustnego w leczeniu  przeziębienia, ostrych i przewlekłych infekcji górnych dróg oddechowych oraz pomocniczo wraz z antybiotykiem w leczeniu zakażeń  bakteryjnych[7].

Właściwości farmakologiczne
- Olejek eteryczny żywotnika zachodniego

Głównemu składnikowi olejku eterycznego z żywotnika zachodniego, czyli tujonowi, przypisuje się właściwości przeciwgrzybicze, bakteriobójcze i przeciwrobacze. Olejek eteryczny żywotnika jest trucizną przy podaniu doustnym, zaś stosowany zewnętrznie działa silnie drażniąco.
- Alkoholowo-wodny wyciąg z żywotnika zachodniego

Polisacharydy i proteiny, obecne w dużych ilościach w rozpuszczalnym w wodzie ekstrakcie z żywotnika zachodniego, mają działanie stymulujące układ odpornościowy.
Działanie przeciwwirusowe oraz immunostymulujące żywotnika stało się przedmiotem badań naukowych, przeprowadzonych in vivo i in vitro, które potwierdziły wzmacnianie odporności, związane z aktywacją makrofagów, po doustnym zastosowaniu etanolowo-wodnego wyciągu. 
Większość badań klinicznych ziołowego preparatu złożonego, zawierającego wodno-etanolowe wyciągi z żywotnika oraz jeżówki purpurowej, bladej i baptysji barwierskiej (nazwa handlowa Esberitox) potwierdziło skuteczność terapeutyczną leku w leczeniu ostrych infekcji układu oddechowego i przeziębienia. Preparat okazał się także pomocny w leczeniu bakteryjnego zakażenia dróg oddechowych w skojarzeniu z antybiotykiem.
Efekty uboczne
Na podstawie wyników badań klinicznych oceniono, że stosowanie u dorosłych i dzieci zarejestrowanego preparatu leczniczego, zawierającego alkoholowy wyciąg z żywotnika zachodniego, jest bezpieczne. W okresie od stycznia 1999 do sierpnia 2003 preparat złożony z żywotnikiem (Esberitox) zażyło ponad 12 milionów pacjentów i zarejestrowano 63 przypadki działań niepożądanych, z których większość miała łagodny, przejściowy charakter i dotyczyła skóry, np. wysypka. Dzienna dawka Esberitoksu dla dorosłych oraz dla dzieci plasuje się dużo poniżej maksymalnej dawki uznanej za bezpieczną dla ludzi (w przeliczeniu na tujon wynosi doustnie 1,25 miligrama/kg masy ciała) oraz poniżej dawki tujonu dopuszczalnej w napojach alkoholowych (około 0,08 mg tujonu/kg masy ciała osoby dorosłej).
Kontakt skóry z żywotnikiem może prowadzić do kontaktowego wyprysku alergicznego, za który najprawdopodobniej są odpowiedzialne kwasy żywiczne.
Dawkowanie
Zalecana dawka dzienna Esberitoksu:
- dla dorosłych 18 do 36 mg żywotnika (odpowiada 18 do 36 mikrogramów tujonu)
- dla dzieci 12 do 24 mg żywotnika (odpowiada 12 do 24 mikrogramom tujonu)

Leki zawierające w swoim składzie żywotnik nie powinny być zażywane przez kobiety w ciąży oraz karmiące bez uprzedniego skonsultowania się z lekarzem.

### Inne zastosowania
Żywotnik stosowany jest także przez wierzących w homeopatię – stosuje się doustnie wysokie potencje (D6, D30) otrzymane przez wielokrotne rozcieńczanie urtinktury żywotnika, np. w profilaktyce poszczepiennych działań niepożądanych u małych dzieci.